# Live at the Savoy, New York October 27, 1981
 (octobre 2023).
Si vous disposez d'ouvrages ou d'articles de référence ou si vous connaissez des sites web de qualité traitant du thème abordé ici, merci de compléter l'article en donnant les références utiles à sa vérifiabilité et en les liant à la section « Notes et références ».
Albums de Atlanta Rhythm Section
Eufaula
(1999)
Live at the Savoy, New York October 27, 1981 est un album enregistré en public par le groupe de rock sudiste américain, Atlanta Rhythm Section. Il est paru en juillet 2000 sur le label Phoenix Gems.
Cet album fut enregistré comme son titre l'indique au Savoy Club de New York le 27 octobre 1981. Le groupe était alors en tournée de promotion de son onzième album studio, Quinella.

## Liste des titres
| No  | Titre                                  | Auteur                            | Durée |
| --- | -------------------------------------- | --------------------------------- | ----- |
| 1.  | Champagne Jam                          | Buddy Buie, Robert Nix, J.R. Cobb | 5:17  |
| 2.  | I'm Not Gonna Let It Bother Me Tonight | Buie, Nix, Dean Daughtry          | 5:55  |
| 3.  | Homesick                               | Buie, Cobb                        | 4:54  |
| 4.  | Alien                                  | Buie, Lewis, McRay                | 5:51  |
| 5.  | Large Time                             | Buie, Nix, Barry Bailey           | 3:06  |
| 6.  | Spooky                                 | Shapiro, Middlebrooks, Buie, Cobb | 5:13  |
| 7.  | Higher                                 | Buie, Ronnie Hammond              | 5:09  |
| 8.  | Imaginary Lover                        | Buie, Nix, Daughtry               | 3:39  |
| 9.  | So Into You                            | Buie, Nix, Daughtry               | 6:03  |
| 10. | Long Tall Sally                        | Johnson, Penniman, Blackwell      | 3:08  |

## Musiciens
- Ronnie Hammond: chant
- Barry Bailey: guitares
- J.R. Cobb: guitares, chant
- Paul Goddard: basse
- Dean Daughtry: claviers, chant
- Roy Yeager: batterie, percussions